# Џејна Џордан
Џејна Џордан (енгл. Jana Jordan; Сан Антонио, Тексас, 9. март 1986) америчка је порнографска глумица и модел.

## Каријера
Каријеру је започела са 14 година као модел, а са 18 почела да позира нага. Џорданова је 2007. године започела своју каријеру у порно-индустрији и потписала уговор са Michael Ninn's company, компанија је најпре основана као Adult Entertainment Expo. Дошло је до креативног размимоилажења и компанију је напустила у марту 2008. године. Већ у мају исте године је покренула свој сајт.
Године 2007. се фотографисала за часопис Пентхаус и исте године је била изабрана за љубимицу Пентхауса за месец август. Наступила је у више од 130 порно-филмова.

## Награде и номинације
- 2007: Adultcon Top 20 Adult Actresses
- 2009 AVN - номинација – Best All-Girl Couples Sex Scene – Fem Vivace (with Georgia Jones)
- 2009 XBIZ - номинација – Web Babe/Starlet of the Year[7]